# 대한민국 형법 제206조
대한민국 형법 제206조는 아편에 관한 죄에 해당하는 물품의 몰수와 추징에 관한 형법 각칙의 조문이다.

## 조문
제206조 【몰수 · 추징】
본장의 죄에 제공한 아편, 몰핀이나 그 화합물 또는 아편흡식기구는 몰수한다.
그를 몰수하기 불능한 때에는 그 가액을 추징한다.